# Abd al-Rahman V
Pour les articles homonymes, voir Abderrahmane.
Al-Mustazhir bi-llah `Abd ar-Rahmân ben Hichâm ou Abd al-Rahman V (arabe : “المستظهر بالله” عبد الرحمن بن هشام) est le frère du calife Muhammad al-Mahdî. Il est né en 1001. Il succède à l'Hammudite Al-Qâsîm « al-Ma'mûn » comme calife omeyyade de Cordoue en 1023. Il meurt le 18 janvier 1024.

## Biographie
Abd-ar-Rahman V est proclamé calife le 2 décembre 1023 à Cordoue. Il est tué le 18 janvier 1024 au cours d'une révolte de chômeurs menée par l'un de ses cousins Muhammad III qui lui succède. Les Abbadides de Séville profitent de ce très court califat pour se constituer en dynastie indépendante.

### Documentation externe
- (ar) الأمويون/أمويو الأندلس/بنو أمية في الأندلس- ثم بني ح